# Asterion (anatomía)
En anatomía humana, el asterion es el punto en el cráneo que corresponde al extremo posterior de la sutura escamosa.

## Localización
En anatomía humana, el asterion es un punto craneométrico del cráneo. Está situado justo detrás de la oreja, donde tres suturas craneales se encuentran:
- Sutura lambdoidea.
- Sutura escamosa (sutura parietomastoidea. Es una sutura del cráneo entre el hueso parietal y el hueso temporal).
- Sutura occipitomastoidea.

o donde tres huesos craneales se encuentran:
- Hueso parietal.
- Hueso occipital.
- La porción mastoidea del hueso temporal.

En el adulto, se encuentra a 4 cm por detrás y 12 mm por encima del centro de la entrada del canal auditivo.

## Significado clínico
Los neurocirujanos utilizan este punto para orientarse, con el fin de planificar la entrada segura en el cráneo para algunas operaciones.

## Etimología
El asterión recibe su nombre de la palabra griega ἀστέριον (Asterión), que significa "estrella" o "estrellado".

## Puntos craniométricos
El asterión es uno de los puntos craneométricos del cráneo. Los demás se denominan ophyron, glabela, nasión, dacrión, zigión, rinión, nasoespinal, prostión, gnatión, gonión, stephanion, nasoespinal, pterión, porión inión, vertex, lambda y opistocranion.